# 隈丸次郎
隈丸 次郎（くままる じろう、1921年9月26日 - 2007年6月8日）は、福岡県久留米市出身の男子テニス選手。慶應義塾大学経済学部卒業。第二次世界大戦終戦直後の時代に、日本男子テニス界をリードした名選手のひとりである。彼は1949年から1952年まで全日本テニス選手権男子シングルス4連覇を達成し、1951年と1952年に男子テニス国別対抗戦・デビスカップの日本代表選手を務めた。現役選手時代の体格は、身長174cm・体重57kgほどであった。

## テニスを始めるきっかけ
隈丸がテニスを始めたきっかけは、佐藤次郎が1934年4月5日にマラッカ海峡で投身自殺した新聞記事の号外だったという。しかし、彼の近くには専門のテニスコーチがいなかったため、技術解説専門書の日本語訳を読みながら独学でテニスを勉強した。1939年に初めて「全日本テニスランキング」11位に入り、1940年に7位、1941年には3位まで上昇した。その間に太平洋戦争が起こり、彼のテニス経歴も中断する。戦争は1945年8月に終結し、隈丸は終戦直後の日本男子テニス界を担う選手になった。

## 全日本テニス選手権
1949年から1952年まで、隈丸次郎は全日本テニス選手権の男子シングルスで前人未到の4連覇を達成した。これは今なお、全日本選手権男子シングルスの最多連覇記録として残っている。1949年と1950年の決勝戦では、隈丸は2年連続で藤倉五郎を破った。3連覇を目指した1951年の全日本テニス選手権には、終戦後最初の外国人選手の来日があった。アーサー・ラーセンは当時の世界ランキング9位であったが、前年の1950年に全米選手権男子シングルス優勝者になった選手である。隈丸と元全米王者ラーセンの決勝対決は、名古屋栄コートで行われた。隈丸はラーセンを 6-4, 6-3, 6-1 のストレートで圧倒し、大会3連覇を成し遂げた。最後の4連覇目、1952年の決勝戦の相手は加茂公成であった。彼は全日本選手権の男子ダブルスでも、1951年と1952年に2連覇を記録したが、1951年は来日したラーセンと組み、1952年は中野文照とのコンビで優勝した。

## デビスカップ
第2次世界大戦の終戦後、日本がデビスカップへの復帰を認められたのは1951年になってからである。終戦後最初のデビスカップ遠征に際して、日本庭球協会は監督に熊谷一弥を指名し、日本代表選手には隈丸次郎、中野文照、藤倉五郎の3名が選ばれた。遠征地はアメリカ・ケンタッキー州ルイビルにある「ルイビル・ボートクラブ」であり、日本はアメリカ・チームと対戦した。日本チームは5戦全敗に終わり、隈丸はシングルス戦2試合でハーバート・フラムとディック・サビットに敗れた。翌1952年のデ杯では、隈丸自身が日本チームの主将を務め、中野と宮城淳の3名で対アメリカ戦に出場した。オハイオ州シンシナティにある「シンシナティ・テニスクラブ」への遠征では、隈丸はシングルス第1試合でラーセンに 2-6, 6-3, 3-6, 2-6 のスコアで敗れた。第3試合のダブルス戦では、隈丸と中野のコンビはガードナー・ムロイ＆ビル・タルバート組に敗れている。隈丸の2年間のデビスカップ代表歴は「4戦全敗」に終わったが、その後1957年と1958年の2年間デビスカップ日本監督を務め、終戦後の日本テニス界の復興に大きく貢献した。

## 引退後
選手引退後、隈丸は日本テニス協会常務理事・福岡県テニス協会名誉副会長・九州テニス協会会長など、数多くの要職を務めた。2003年2月、81歳になった隈丸は日本テニス協会によるインタビュー・シリーズ「思い出に残るあの試合」の第3回に登場し、アーサー・ラーセンを下した1951年全日本テニス選手権決勝の思い出を語った。本インタビューの紹介文に「3年ほど前に膝を痛めるまで」とあることから、80歳に近づく頃まで元気にテニスの練習を続けていた様子がうかがえる。インタビューから4年後の2007年6月8日、隈丸次郎は急性肺炎のため福岡県筑紫野市内の病院で死去した。戦後の日本男子テニスとともに歩んだ85年の生涯だった。